# Ehemalige Steinbrüche am Sönsberg, Lanzenberg und Kaucherbachtal
Koordinaten: 50° 23′ 47″ N, 6° 33′ 27″ O

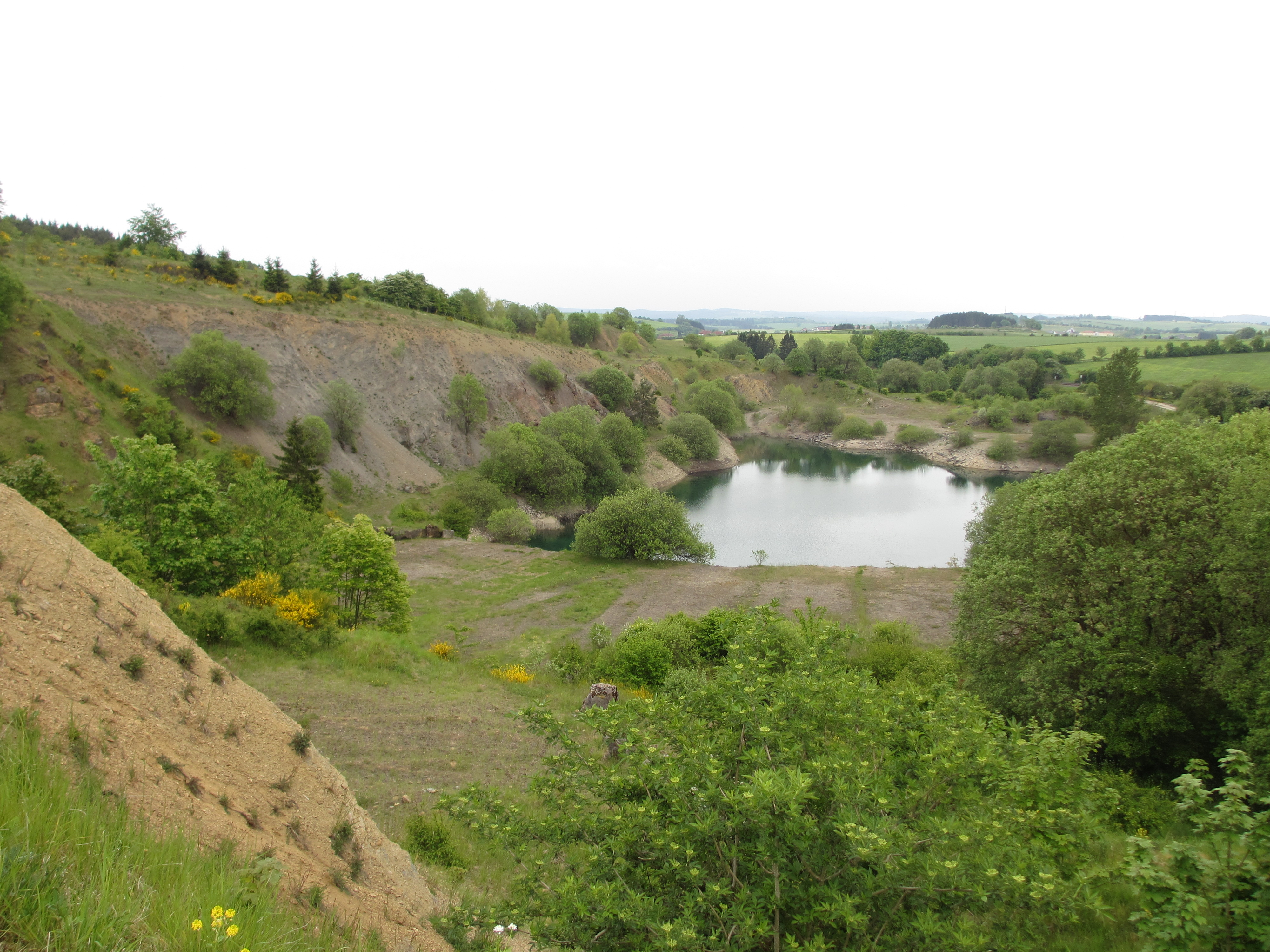
Naturschutzgebiet Ehemalige Steinbrüche am Sönsberg, Lanzenberg und Kaucherbachtal (Mai 2015)

Das Naturschutzgebiet Ehemalige Steinbrüche am Sönsberg, Lanzenberg und Kaucherbachtal liegt auf dem Gebiet der Gemeinde Dahlem (Nordeifel) im Kreis Euskirchen in Nordrhein-Westfalen.
Das aus fünf Teilflächen bestehende Gebiet erstreckt sich nordöstlich des Kernortes Dahlem. Die B 51 führt durch das Gebiet hindurch. Westlich verläuft die Landesstraße L 110 und nordöstlich die L 204.

## Bedeutung
Für Dahlem ist seit 1979 ein 33,89 ha großes Gebiet unter der Kenn-Nummer EU-089 als Naturschutzgebiet ausgewiesen. Die Unterschutzstellung erfolgt zur Erhaltung und Wiederherstellung eines naturnahen Fließgewässerabschnittes in dem ehemaligen Steinbruchgelände als Lebensraum und Rückzugsraum zahlreicher in ihrem Bestand bedrohter Tier- und Pflanzenarten und deren Lebensgemeinschaften, insbesondere Vogel- und Insektenarten, Amphibien und Reptilien.